# Robert Starer
Robert Starer (Wenen, 8 januari 1924 – Kingston, New York, 22 april 2001) was een Oostenrijks-Amerikaans componist en muziekpedagoog.

## Levensloop
Starer kreeg op 4-jarige leeftijd al pianoles. Hij studeerde op 13-jarige leeftijd aan de Wiener Musikakademie. Na de annexatie van Oostenrijk door Hitlers Nazi's ging hij naar Jeruzalem en ging verder met zijn studies aan het Palestine Conservatoire of Music van 1938 tot 1943. Hij studeerde piano en compositie bij Josef Tal en compositie bij Solomon Rosowsky en Oedeon Partos. Tijdens de Tweede Wereldoorlog was hij in dienst van de Royal British Air Force. Na de oorlog studeerde hij bij David Diamond en Frederick Jacobi compositie aan de Juilliard School of Music in New York en in 1948 aan het Berkshire Music Centre in Tanglewood bij Aaron Copland.
In 1957 werd hij genaturaliseerd en kreeg de burgerlijke rechten van de Verenigde Staten. Van 1949 tot 1974 was hij professor aan de Juilliard School of Music in New York, aan het Brooklyn College en van 1963 tot 1991 aan de City University of New York (CUNY). Hij kreeg verschillende prijzen en onderscheidingen, zoals de Eremedaille voor kunst en wetenschappen van de Oostenrijkse Bondspresident in 1995 en eredoctor van de City University of New York in 1996. Hij was lid van de American Academy of Arts and Letters
Als componist schreef hij werken voor verschillende genres.

## Composities

### Werken voor orkest

#### Symfonieên
- 1950 Symfonie Nr. 1
- 1951 Symfonie Nr. 2
- 1969 Symfonie Nr. 3

#### Concerten voor instrumenten en orkest
- 1947 Concerto Nr. 1, voor piano en orkest
- 1953 Concerto Nr. 222 april 2001, voor piano en orkest
- 1954 Concerto a 3, voor klarinet, trompet, trombone en strijkers
- 1958 Concerto, voor altviool, strijkers en slagwerk
- 1967 Concerto, voor viool, cello en orkest
- 1972 Concerto Nr. 3, voor piano en orkest
- 1979-1980 Concerto, voor viool en orkest
- 1983 Concerto a quattro, voor hobo, klarinet, althobo en fagot en orkest
- 1988 K'li Zemer, concerto voor klarinet en orkest
  1. T'fillot (Prayers)
  2. Rikkudim (Dances)
  3. Manginot (Melodies)
  4. Hakdashot (Dedications)
- 1988 Concerto, voor cello en orkest
- 1996 Concerto, voor 2 piano's en orkest

#### Andere werken
- 1945 Fantasy, voor strijkorkest
- 1949 Prelude and Dance
- 1953 Prelude and Rondo giocoso
- 1955 Ballade, voor viool en orkest
- 1963 Samson Agonistes - A Symphonic Portrait
- 1965 Mutabili (Variants), voor orkest
- 1967 6 Variations with 12 Notes
- 1975 Journals of a Songmaker, voor sopraan, bariton en orkest - tekst: Gail Godwin
- 1983 Hudson Valley Suite
- 1984 Serenade, voor trombone, vibrafoon en strijkers
- 1984 Symfonisch Prelude
- 1989 Symfonisch Prelude
- 1990 Nishmat adam (The Soul of Man), voor spreker, gemengd koor en orkest

### Werken voor harmonieorkest
- 1963 Lyric Music, voor harmonieorkest
- 1964 Fanfare, Pastorale and Serenade
- 1973 A Patch of Grief uit "Stone Ridge Set"
- 1976 Above, Below and Between
- 1980-1984 Voices of Brooklyn, voor solisten, gemengd koor en harmonieorkest
  1. Brooklyn Bridge
  2. There was a time
  3. Of good and evil
  4. Only the dead know Brooklyn
  5. Aspirations and Reflections
  6. But what is time anyway
  7. Poets to Come
- 1998 Fantasy on "When Johnny Comes Marching Home", voor piccolo en harmonieorkest[1]

- Fanfaronade, voor harmonieorkest
- Invocation, voor trompet en blazersensemble
- The Rolling Earth, voor harmonieorkest

### Cantates en gewijde muziek
- 1952 Kohelet, voor solisten, gemengd koor en orkest - tekst: uit Ecclesiastes
- 1959 Ariel: Visions of Isaiah, voor sopraan, bariton, gemengd koor en orkest
- 1966 Joseph and His Brothers, cantate voor spreker, sopraan, tenor, bariton, gemengd koor en orkest
- 1967 Sabbath Eve Service, voor sopraan, alt, bariton/tenor, gemengd koor en orgel

### Muziektheater

#### Opera's
| Voltooid in | titel          | aktes   | première                                  | libretto                                |
| ----------- | -------------- | ------- | ----------------------------------------- | --------------------------------------- |
| 1956        | The Intruder   | 1 akte  | 1956, New York                            | M.A. Pryor                              |
| 1967        | Pantagleize    | 3 aktes | 1973, Brooklyn New York                   | de componist, naar Michel de Ghelderode |
| 1974        | The Last Lover | 1 akte  | 1975, Katonah, Caramoor Festival          | Gail Godwin                             |
| 1978        | Apollonia      | 2 aktes | 1979, Saint Paul, Minnesota Opera Company | Gail Godwin                             |

#### Balletten
| Voltooid in | titel                          | aktes | première | libretto | choreografie  |
| ----------- | ------------------------------ | ----- | -------- | -------- | ------------- |
| 1960        | The Story of Esther            |       |          |          | Anna Sokolow  |
| 1960        | The Dybbuk                     |       |          |          | Herbert Ross  |
| 1960-1963   | Samson Agonistes               |       |          |          | Martha Graham |
| 1962        | Phaedra                        |       |          |          | Martha Graham |
| 1967        | The Sense of Touch             |       |          |          | J. Butler     |
| 1968        | The Lady of the House of Sleep |       |          |          | Martha Graham |
| 1974        | Holy Jungle                    |       |          |          | Martha Graham |

### Werken voor koren
- 1950 5 Proverbs on Love, voor gemengd koor
- 1958 Never seek to tell thy love, voor mannenkoor - tekst: William Blake
- 1968 On the Nature of Things, voor gemengd koor - tekst: uit de Bijbel, E. Dickinson en anderen
- 1975 Psalms of woe and joy, voor gemengd koor en piano
- 1990 Night Thoughts, voor gemengd koor, synthesizer of vierhandig piano
- 1991 Proverbs for a son, voor gemengd koor en toetseninstrument
- 1997 Gregory the Great - a Vespers Pageant, voor gemengd koor
- Give thanks unto the Lord, voor gemengd koor
- In Praise of music, voor mannenkoor
- Mizmor l'David, song of praise, voor gemengd koor en toetseninstrument
- Music is, voor gemengd koor
- There was a time, voor gemengd koor

### Vocale muziek
- 1973 Images of Man, voor sopraan, mezzosopraan, tenor, bariton, gemengd koor, dwarsfluit, hoorn, cello, harp en slagwerk - tekst: William Blake
- 1976 Journals of a Songmaker, voor zangers en orkest
- 1979 Anna Margarita's Will, voor sopraan, dwarsfluit, hoorn, cello en piano - tekst: Gail Godwin
- 1980 Transformations, voor sopraan, dwarsfluit, cello en piano - tekst: S. F. Shaeffer, J. C. Oates, Gail Godwin
  1. The Widow
  2. The Ideal Self
  3. Turning into another Person
- 1998 The Other Voice, A Portrait of Hilda of Whitby in Words and Music, voor mezzosopraan, sopraan, bariton, tenor en toetseninstrument
- Song of Redemption
- Song of Supplication
- Song of Thanksgiving
- To think of time, voor sopraan en strijkkwartet
- Two sacred songs, voor zang en piano

### Kamermuziek
- 1947 Strijkkwartet Nr. 1
- 1948 Five Miniatures, voor koperkwintet
- 1956 Dirge, voor koperkwartet
- 1961 Dialogues, voor dwarsfluit en harp
- 1963 Variants, voor viool en piano
- 1964 Trio, voor klarinet, cello en piano
- 1970 Blazerskwintet
- 1974 Colloquies, voor dwarsfluit en piano
- 1974 Profiles in Brass, voor koperkwartet
- 1974 Mandala, voor strijkkwartet
- 1978 Sonate, voor cello en piano
- 1978 Light and Shadow, voor saxofoonkwartet
- 1980 Evanescence, voor koperkwintet
- 1983 Annapolis Suite, voor koperkwintet en harp
- 1989 Angelvoices, voor koperensemble, orgel en pauken
- 1990 Elegy for a woman who died too young, voor viool en cello
- 1995 Song of Solitude, voor cello
- 1995 Strijkkwartet Nr. 2
- 1996 Strijkkwartet Nr. 3
- 1996 Preludes, voor saxofoon
- 1999 Music for a summer afternoon, voor dwarsfluit, viool, altviool en cello
- Duo, voor viool en piano
- Elegy, voor klarinet en piano (ook voor viool of altviool)
- Episodes, voor altviool, cello en piano
- Fanfare in Five, voor kopersextet
- Five Miniatures, voor strijkkwartet en piano
- Introduction and Hora, voor viool en piano
- Remembering Felix, voor spreker, cello en piano
  1. An Aquaintance
  2. Amanda His Publicist
  3. His Accountant
  4. A Dear Friend
  5. Two Critics
  6. His Students
- Serenade for Brass Recitation, voor hobo (of klarinet) en piano
- Three preludes, voor trompet en orgel
- Yizkor and anima eterna, voor dwarsfluit en klavecimbel (of piano)

### Werken voor orgel
- 1996 Three Gregorian preludes
- Fantasy on a sephardic melody

### Werken voor piano
- 1946-1991 Album, alle werken voor solo piano
- 1948 Five Caprices
- 1948 Sonata Nr. 1
- 1957 Israeli Sketches
- 1959 Fantasia concertante
- 1963 Sketches in Color I
- 1973 Sketches in Color II
- 1980 At Home Alone
- 1991 Electric church and the walls of Jerusalem
- 1991 Excursions for a pianist
- 1994 Sonate Nr. 3, voor piano
- Bugle, drum and fife
- Sonata, voor twee piano's
- Suite of piano duets, voor piano vierhandig
- Synergy, voor piano vierhandig
- Three fingers of a ball, voor twee piano's
- Twilight Fantasies

### Werken voor klavecimbel
- 1968 Heptahedron
- The seven faces of Fernando

### Werken voor harp
- 948 Prelude

## Publicaties
- Robert Starer: Continuo: A Life in Music, New York, 1987
- Robert Starer: Composing with the Soloist in Mind, New York Times, 1988
- Robert Starer: The Music Teacher, Overlook Press, 1997